# Hemigrapsus estellinensis
Hemigrapsus estellinensis és una espècie extinta crustaci decàpode de la família Varunidae que va viure a la Texas Panhandle. Fou descobert el 1962 per Gordon C. Creel i probablement ja s'havia extingit quan Creel publicà la seva descripció el 1964, a conseqüència de la contenció del seu hàbitat natural a les Estelline Salt Springs per l'exèrcit dels Estats Units.
H. estellinensis era un parent proper d'espècies oriündes de l'oceà Pacífic, com ara H. oregonensis, però vivia en una deu hipersalina 800 km terra endins. Es diferenciava dels seus parents pel patró de taques de l'esquena i la mida relativa de les potes.